# Oratoire de Sainte-Catherine
L' Oratoire de Sainte-Catherine est un phare médiéval situé sur la colline St. Catherine's Down (en) sur l' Île de Wight, près de la pointe Sainte-Catherine, point le plus au sud de l'île. St.Catherine's Down s'élève à 240 mètres, entre les villages de Niton et de Chale.
Il est protégé en tant que monument classé du Royaume-Uni de Grade II depuis 1972.

## Histoire
L'Oratoire de Sainte-Catherine (connu sous le nom de poivrier), est un phare de pierre construit au XIVe siècle par Walter de Godeton. C'est le deuxième phare médiéval le plus ancien des îles Britanniques, seul le phare romain à Douvres est plus ancien. Il a été construit par le Seigneur de Chale comme un acte de pénitence pour avoir pillé le vin de l'épave du Sainte Marie de Bayonne dans la baie de Chale le 20 avril 1313. La tour est connue localement Comme le « Pepperpot » en raison de sa ressemblance avec un poivrier.
Il s'agit d'une structure en pierre de quatre étages, octogonale à l'extérieur et à quatre côtés à l'intérieur. À l'origine il était attaché au côté ouest d'un bâtiment dont les vestiges de trois murs sont encore visibles.
Il y avait déjà un oratoire au sommet de la colline, dédié à sainte Catherine d'Alexandrie. Cette construction fut complétée par la construction du phare, avec une chantry (en) pour accueillir le prêtre qui entretenait la lumière, et qui donnait aussi des messes pour ceux qui périssaient en mer. Bien que Walter de Godeton soit mort en 1327, le phare a été achevé en 1328. Il est resté en usage actif jusqu'à la Dissolution des monastères entre 1538 et 1541. Au 18e siècle, Sir Richard Worsley d'Appuldurcombe House a renforcé la structure en ajoutant quatre gros contreforts pour empêcher son effondrement.
A proximité, il y a les fondations d'un phare de remplacement commencé en 1785, mais jamais terminé, parce que la colline était sujette à des brouillards denses. Ses vestiges sont connus localement comme la « Salt cellar » (la cave à sel). Une brouette de l'Âge du bronze a été excavée à proximité en 1925.
Le phare de Sainte-Catherine actuel, construit après le naufrage du Clarendon en 1837, a été construit beaucoup plus près du niveau de la mer sur la Pointe Sainte-Catherine.

### Lien connexe
- Liste des phares en Angleterre